# ناوچه تیپ ۱۵
ناوچه تیپ ۱۵ (به انگلیسی: Type 15 frigate) یک کشتی است که طول آن ۳۵۸ فوت (۱۰۹ متر) می‌باشد.